# Ліллестрем
Ліллєстрьом (нюн. Lillestrøm) — місто в муніципалітеті Ліллєстрьом фюльке Вікен, Норвегія, за 18 км на північний схід від центру Осло. Муніципальна адміністрація — у місті. Ліллєстрьом складається з 50 вулиць і є частиною агломерації Осло..
У Ліллєстрьомі є декілька готелів, ярмарки Норвезької торгівлі, кінотеатр, торговий центр, ресторани, наявний високошвидкісний потяг, який сягає до Осло і аеропорту (лінія Гардермуен). У Х'єллері, неподалік від міста, є військовий аеропорт (1912) і кілька науково-дослідних інститутів.

## Історія
Історія Ліллестрем починається з тих часів, коли річку використовували як переправу для дерев. Пізніше Ліллестрем отримав свою власну лісопильну організацію, яка заклала основу для розвитку області, що пізніше перетворилось на місто. Цей район, в основному, був вкритий мохом та болотами, та вважався непридатними для життя. Проте, робітники почали оселятися в околицях лісопильного заводу, так заснували Ліллестрем.
У 1997 році місту надано право самоврядування. Відтоді Ліллестрем щорічно проводить чотириденну  ярмарку, яка є повністю безкоштовною. Вона містить концерти високопрофесійних норвезьких музичних колективів і солістів, харчування, роздрібні виставки бізнесу і катання на атраціонах. Все проходить по головній вулиці Ліллестрем, яка стає пішохідною з цієї нагоди.
У 2002 році ярмарок торгівлі Норвегії переїхав з Skøyen до Ліллестрем.

## Транспорт

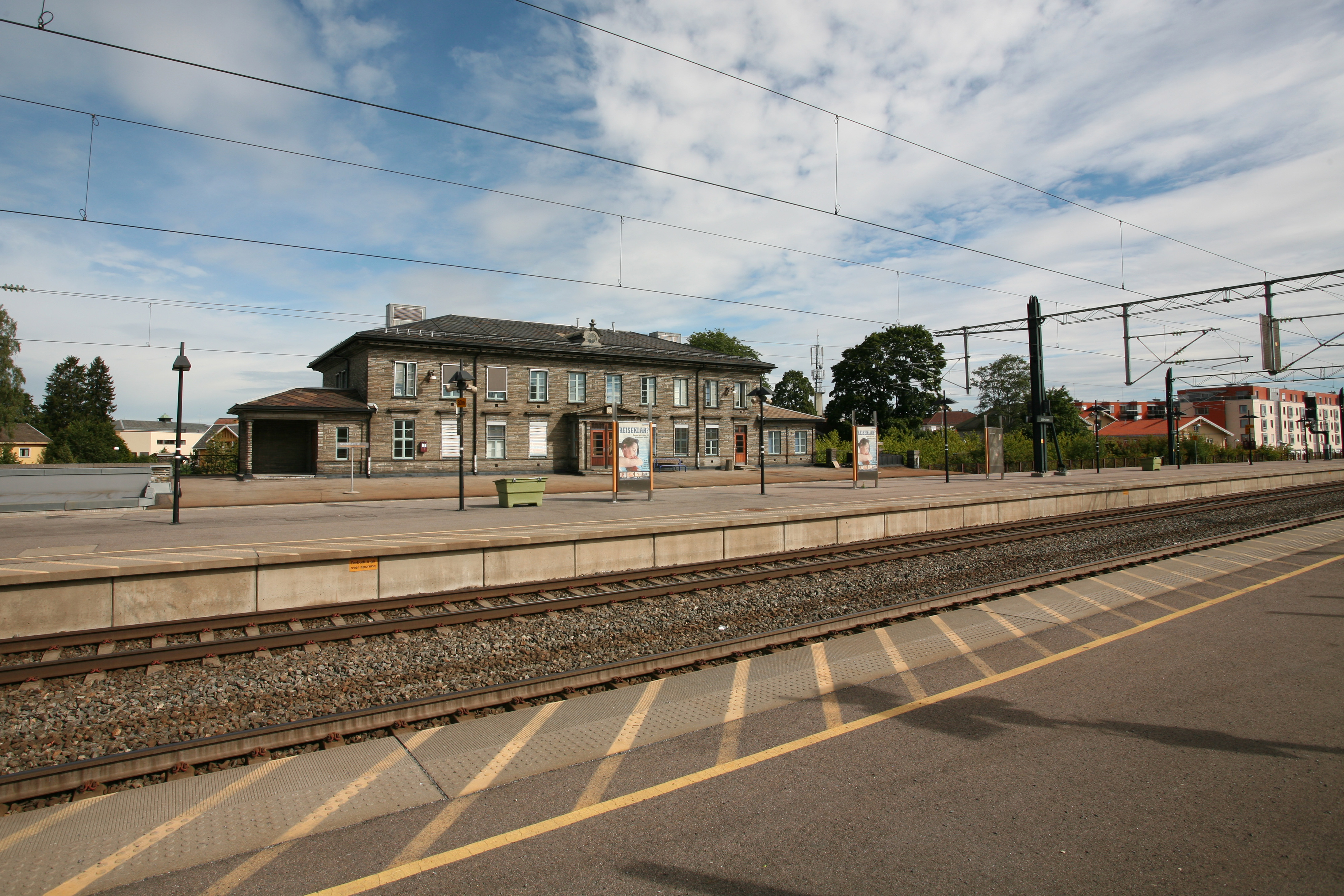
Ліллестрьом залізничний вокзал

Залізничний вокзал був побудований в 1854 році, і названий на честь ферми Лілль Стрем, у рамках першої норвезької залізниці між Осло і Ейдсволле. У 1862 році, з відкриттям Кенґсвінзької залізничної лінії, залізнична станція була перенесена через річку Скедсмо, але назва залишилася. У сусідньому містечку Х'єллер є аеропорт.

## Освіта
У місті є дві школи — базова і средня. Гімназія, розташована в 10 хвилинах ходьби від залізничної станції.